# ジャック・イニャス・イトルフ

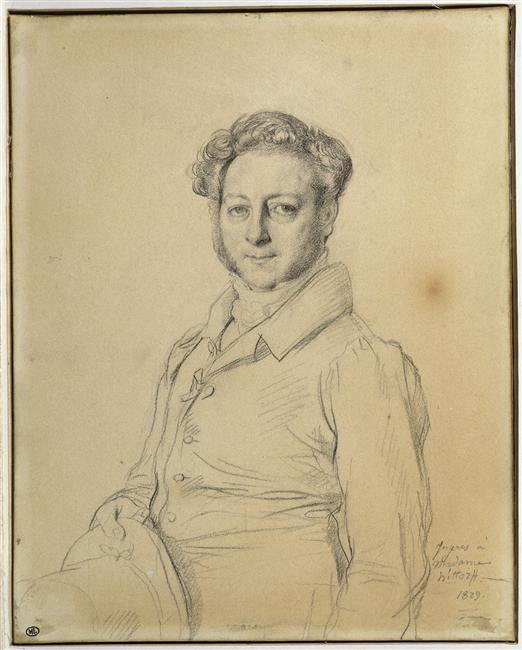
ジャック・イニャス・イトルフ

ジャック・イニャス・イトルフ（Jacques Ignace Hittorff, 1792年8月20日 - 1867年3月25日）はフランスの建築家。

## 人物
1792年、ケルンに生まれる（当時はフランス領）。ドイツ語による綴りはヤーコプ・イグナーツ・ヒトルフ（Jacob Ignaz Hittorf）となる。19世紀初頭から半ばにかけて、精力的に活動した人物で、フランス国内とドイツ語圏にも足しげく通う。1810年から、ベランジェのアトリエに入り修行を重ねる。そのころに携わったものに、火災で焼失したパリ穀物取引所再建などがある。
その後も才能ある建築家として、1814年に王室建築家の役職を得、王制復古の波に乗って国王凱旋式典の装飾や、あるいはルイ18世葬送式典などを手がけたが、ナポレオン3世の時代まで、幅広い活躍を見せる。
思想的には、中世建築を讃美したロマン主義の芸術家と異なり、ゴシック建築を徹底的に排除した。そのため、1825年、大聖堂におけるシャルル10世の戴冠式の際、その装飾を委託されたイトルフは自身の作成した装飾に合わせるためゴシックのコーニスを一部欠き取ったと伝えられ、この事件は特に中世建築の支持者達に著しく波紋を広げて、そのおかげで彼はしばらくイギリス、ドイツに旅をしてほとぼりの冷めるのを待たねばならなかった、こうして1819年から1823年までドイツ、イタリア、シチリアと大旅行を企て、膨大な量の資料を持ち帰るが、その中に示される古代建築の実測図が多原色つまりポリグロミーで描かれていた。
自身が提起した古代建築彩色論は若い世代の建築家に多大な影響をおよぼし、ネオ・グレコの先駆として評されている。自らも作品でそのポリクロミーな効果を試みて華やかな演出効果、一種のロマンチシズムを感じさせる古典趣味を付け加えたりしている。

## ポリグロミー
ポリグロミーによる古代建築の実測図は決して彼が最初ではなく、それまでにも考古学者の発掘遠征隊がしばしば指摘していることでもあり、厳正で単純さを求めたキャトルメール・ド・カンシーすらも古代の色彩効果を認めているほどである。しかし、イトルフは建築家としてその問題を正面から論じ またみずから彩色の復原図を起こし、その意味で周囲から様々の反響を呼ぶことになった。
1820年、シチリアのアグリジェントから画家ジュラールに宛てた書簡の中で、イトルフは古代建築が原色であでやかに塗られていたに違いないと認めている。そして、シチリアで実測した図面はその推測に従って、様々な色合いで着色されていた。 帰国後1824年、彼は美術アカデミーにてその問題をめぐって長い講演を行う。その内容は2年後に「シチリアの古代建築」という題目で図版主体の本として出版される。この論はアカデミーで高く評価され、なかでもローマの留学者に与えた影響はすこぶる大きく、たとえば1824年ローマ大賞に輝いてローマに派遣されたアンリ・ラブルーストは、実測図面をポリグロミーにもとづいて復原図となして、パリのアカデミーで喧々たる論議き起こしたことがあるし、後に続く若い留学生達はより上手なポリグロミー図面を起こし、新しい潮流をかたちつくるほどだった。
彼は実に様々の建築を手がけているが、たとえばパリの新しい都市空間を彩るものとして登場したサス（シルク）など、理論を試す絶好の対象であったし、1841年に建設されたシルク・デ・シャンゼリゼは、平面、正面に4柱式のポルティコを付け周囲をコリント式の円柱（壁付き柱）で囲んでいる。この円柱は黄色く配色され、フリーズは青地に唐草模様、正面タンパンの薄肉彫は赤地、といった具合に、いかにも派手やかな建築だった。シルク・ナポレオン（1852）においても全く同じ試みがなされている。
義父のルペールとともにてがけたサン・ヴアンサン・ド・ポール教会（1831-1844）も、そうした彼のポリグロミー理論を応用に移している。ここでは、シチリアで実際に観察しいたく感動したモザイクを特に用いることになり、ファサード、扉、内部壁面、床など随所にこの新材料が試されることになった。 全体の基調は青で、その色とりどりの色彩効果は従来の教会建築の概念を大きく打ち破ることにつながる。

## 主な作品
- サン・ヴァンサン・ド・ホール教会、パリ、1831年から1844年
- シルク・ド・シャンデリゼ、パリ、1833年から1840年
- コンコルド広場整備、パリ、1836年から1840年
- パリ第一区役所、パリ
- シルク・ディヴェール、パリ、1852年
- グラン・トテル・デュ・ルーヴル、パリ、1856年
- パリ北駅、パリ、1863年